# 布朗神父的天真
《布朗神父的天真》（英語：The Innocence of Father Brown）是英國作家G·K·卻斯特頓的短篇小說集，收錄了十二篇以布朗神父為主角的探案故事。於1911年出版。

## 內容
該書包含以下十二個短篇故事：
1. 藍色十字架（英语：The Blue Cross (short story)）
2. 祕密花園
3. 怪異的腳步聲
4. 飛星寶鑽
5. 隱形人
6. 實事求是的忠僕
7. 奇形怪狀
8. 李代桃僵
9. 天譴
10. 太陽神的眼睛
11. 斷劍之謎
12. 三件凶器